# Yarmein District
Yarmein District är ett distrikt i Liberia.   Det ligger i regionen Nimba County, i den nordöstra delen av landet, 280 km nordost om huvudstaden Monrovia.